# Bowen (Argentine)
Pour les articles homonymes, voir Bowen.
Bowen est une localité argentine située dans le département de General Alvear, province de Mendoza.

## Histoire
Don Pedro Christophersen (Norvégien de naissance) loue les services des ingénieurs Gunardo Lange (norvégien), chargés de concevoir et de construire les canaux d'irrigation, les ouvrages de prise et de distribution d'eau, les ponts et les routes. En avril 1901, l'ingénieur Chaperouge dessine le plan de General Alvear et plus tard, en 1911, la vente de lots dans la Colonia Alvear Oeste commence ; plus tard, le quartier de Bowen est tracé avec un tracé moderne.
La gare de Bowen a été construite en 1912 par le Ferrocarril Oeste de Buenos Aires sous la direction de l'ingénieur Robert Edward Bowen. En 1948, elle a été intégrée au chemin de fer Domingo Faustino Sarmiento. Il a été fermé pour tous les services le 5 août 1977 par le décret national no 2294/77.

## Sismologie
La sismicité de la région de Cuyo (centre-ouest de l'Argentine) est fréquente et de très forte intensité, avec un silence sismique de séismes moyens à graves tous les 20 ans.
- Séisme de 1861 : bien que de telles activités géologiques catastrophiques se soient produites depuis la préhistoire, le tremblement de terre du 20 mars 1861, qui a fait 12 000 morts, a marqué une étape importante dans l'histoire des événements sismiques en Argentine, car il s'agit du plus fort tremblement de terre enregistré et documenté dans le pays. Depuis lors, les gouvernements successifs de Mendoza et des municipalités ont fait preuve d'une extrême prudence et ont restreint les codes de construction[1]. Avec le séisme de San Juan du 15 janvier 1944, les gouvernements ont pris conscience de l'énorme gravité chronique des séismes dans la région.
- Séisme de 1929 dans le sud de Mendoza : très grave, et parce qu'aucune mesure préventive n'avait été élaborée, alors que neuf années seulement s'étaient écoulées depuis le précédent, il a tué 30 habitants en raison de l'effondrement de maisons en adobe.
- Séisme de 1985 : un autre épisode grave[2], d'une durée de 9 secondes, qui a entraîné l'effondrement de l'ancien Hospital del Carmen à Godoy Cruz.

## Religion
| Diocèse            | San Rafael                                 |
| ------------------ | ------------------------------------------ |
| Paroisse           | San Cayetano                               |
| Église ukrainienne | Santa María del Patrocinio en Buenos Aires |
| Paroisse           | Nuestra Señora del Perpetuo Socorro        |